# Hosszúvíz
Hosszúvíz là một thị trấn thuộc hạt Somogy, Hungary. Thị trấn này có diện tích 7,1 km², dân số năm 2010 là 43 người, mật độ 6 người/km².